# Paso de Curupayty
El Paso de Curupayty fue forzado exitosamente por la escuadra de la Marina del Brasil el 15 de agosto de 1867, en el marco de la guerra de la Triple Alianza.

## Antecedentes

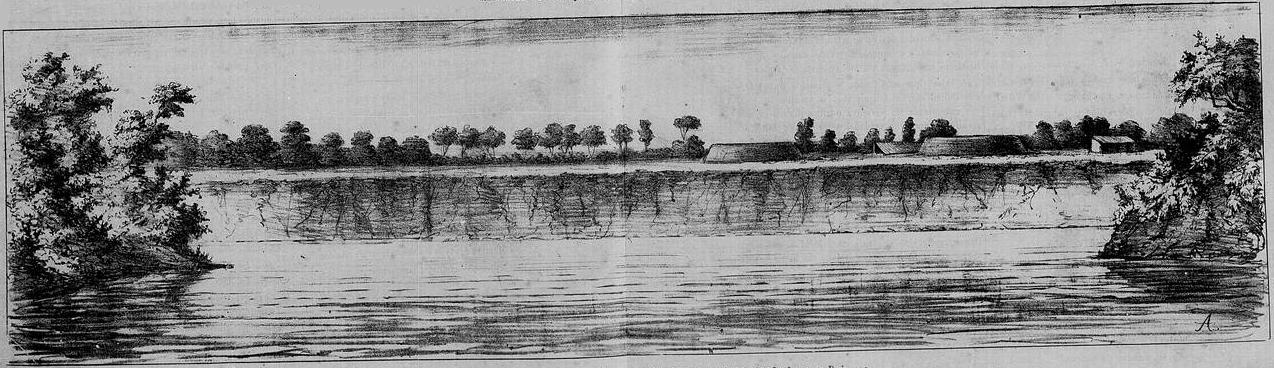
Vista de los límites y fortificaciones Curupaity, desde el vapor Princeza.

Finalizada la batalla de Curuzú (3 de setiembre de 1866) la flota aliada, fundamentalmente unidades de la Marina de Brasil se concentraron frente al fuerte capturado controlando el curso inferior del río Paraguay y alistándose para el asalto a la siguiente posición paraguaya cerrando el camino a Asunción del Paraguay, el Fuerte de Curupayty.
Tras la sangrienta e infructuosa batalla de Curupayty (22 de septiembre de 1866) siguió un largo período de inactividad. 
El nuevo Ministro de Marina Afonso Celso de Assis Figueiredo, integrante del nuevo gabinete formado el 3 de agosto de 1866 bajo la presidencia de Zacarias de Góis e Vasconcelos dispuso el relevo del almirante Tamandaré y su reemplazo por el vicealmirante Joaquim José Inácio de Barros, futuro vizconde de Inhauma, mientras que el mariscal de Caxias era nombrado comandante en jefe del ejército y armada brasileños, asumiendo el comando superior de las fuerzas aliadas cuando Bartolomé Mitre se vio obligado por las guerras civiles a ausentarse en febrero de 1867.
El 1 de agosto Mitre se reintegró al frente y presionó al almirante brasileño para forzar el paso de Curupayty mientras el ejército cerraba el cerco por tierra. Los mandos brasileños consideraban la operación en extremo arriesgada por temor a las baterías paraguayas e innecesaria por juzgar que el flanqueo y cerco terrestre serían suficientes desde el momento que la flota paraguaya había sido seriamente disminuida tras la batalla del Riachuelo. 
Mitre aseguraba por su parte que los blindajes de los encorazados y monitores imperiales (entre 3" y 4") serían invulnerables a los mayores cañones paraguayos y que, por otro lado, los pequeños vapores sobrevivientes serían suficientes para abastecer las fortificaciones y trasladar hombres y pertrechos entre posiciones. Finalmente, las defensas paraguayas demorarían en ser capturadas y hasta que sucediera la flota se vería inactiva por meses en sus posiciones de Curuzú.

## Forzando el paso
Mitre impuso finalmente su posición dejando al arbitrio del almirante la organización y ejecución de la operación. 
Inácio designó para forzar el pasaje a los encorazados Brasil (buque insignia), Tamandaré, Colombo, Mariz e Barros, Cabral, Barroso, Herval, Silvado y Lima Barros, llevando a remolque las chatas acorazadas Cuevas, Lindóia y Riachuelo. 

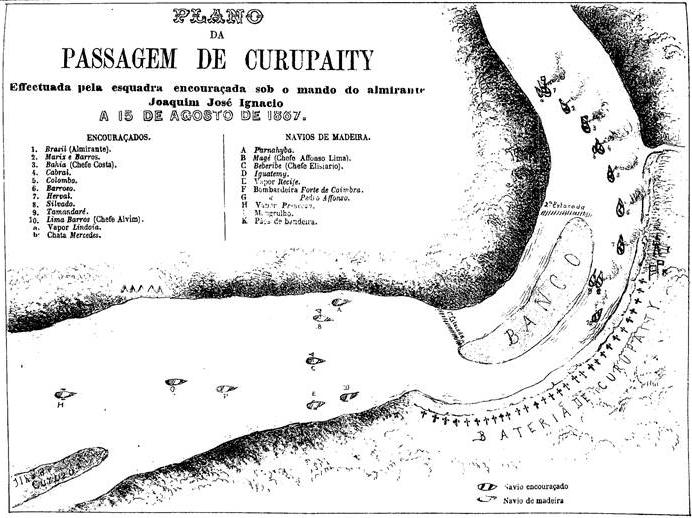
Plano del Paso de Curupayty.

Una segunda división compuesta por las cañoneras Ipiranga, Yguatemy, Majé, Parnahyba, Beberibé y Recife, y  las bombarderas Pedro Afonso y Forte de Coimbra ocuparían la posición inicial de los encorazados y bombardearían las baterías de Curupayty cubriendo el avance. 
En las primeras horas de la mañana del 15 de agosto de 1867, la segunda división inició el bombardeo, dejando caer sobre las fortificaciones de Curupayty 665 proyectiles de artillería pesada. A las 6:00 la división encabezada por el Brasil levó anclas y marchó aguas arriba sin preocuparse de las descargas de la artillería y fusilería paraguayas.
Las bajas y daños fueron escasos. El más afectado fue el Tamandaré cuando una bala perforó el condensador de su máquina dejándolo inerte frente a las baterías paraguayas. El Silvado lo tomó a remolque, operación que se efectuó bajo el fuego concentrado enemigo. Entre los heridos de gravedad se encontraba el comandante del Tamandaré, capitán de fragata Elisiário José Barbosa.
Después de dos horas la división imperial había forzado exitosamente el paso y echaba anclas entre la fortaleza de Curupayty y la de Humaitá formando en dos líneas, la de vanguardia compuesta por el Silvado, Cabral, Lima Barros y Barroso y dando frente a Curupayty el Tamandaré, Colombo, Brasil, Herval y Mariz e Barros.

## Consecuencias

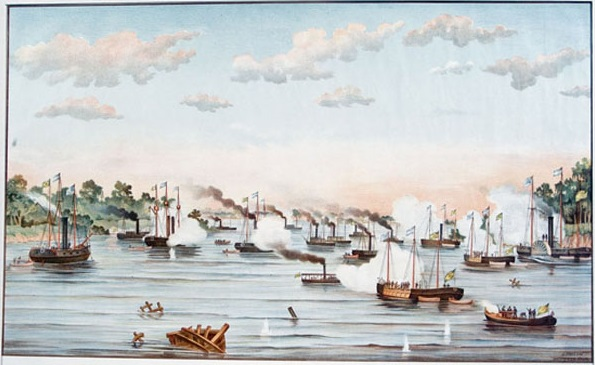
Paso de Curupayty (Júlio Raison).

El paso de Curupayty fue un éxito para los aliados, especialmente para Mitre, vapuleado en su autoridad tras el desastroso asalto a esa plaza. En Asunción tras circular rumores de haber sido forzado el paso, la propaganda del dictador convirtió las averías del Tamandaré y la supuesta muerte de su comandante en una victoria paraguaya.
Forzado el paso, Mitre impulsó un nuevo e inmediato movimiento para superar las defensas de la Fortaleza de Humaitá. Desde un punto de vista naval, la posición paraguaya era más fuerte que la de Curupayty y tanto Caxias como Inácio objetaron nuevamente, agregando que los daños a la flota, aunque mínimos, impedían concretar la operación, que el pasaje de Humaitá era más cerrado y angosto, que las cadenas que lo cruzaban dejarían expuesta a la flota suficiente tiempo como para ser destruida y que la solución pasaba por un nuevo flanqueo y sitio.

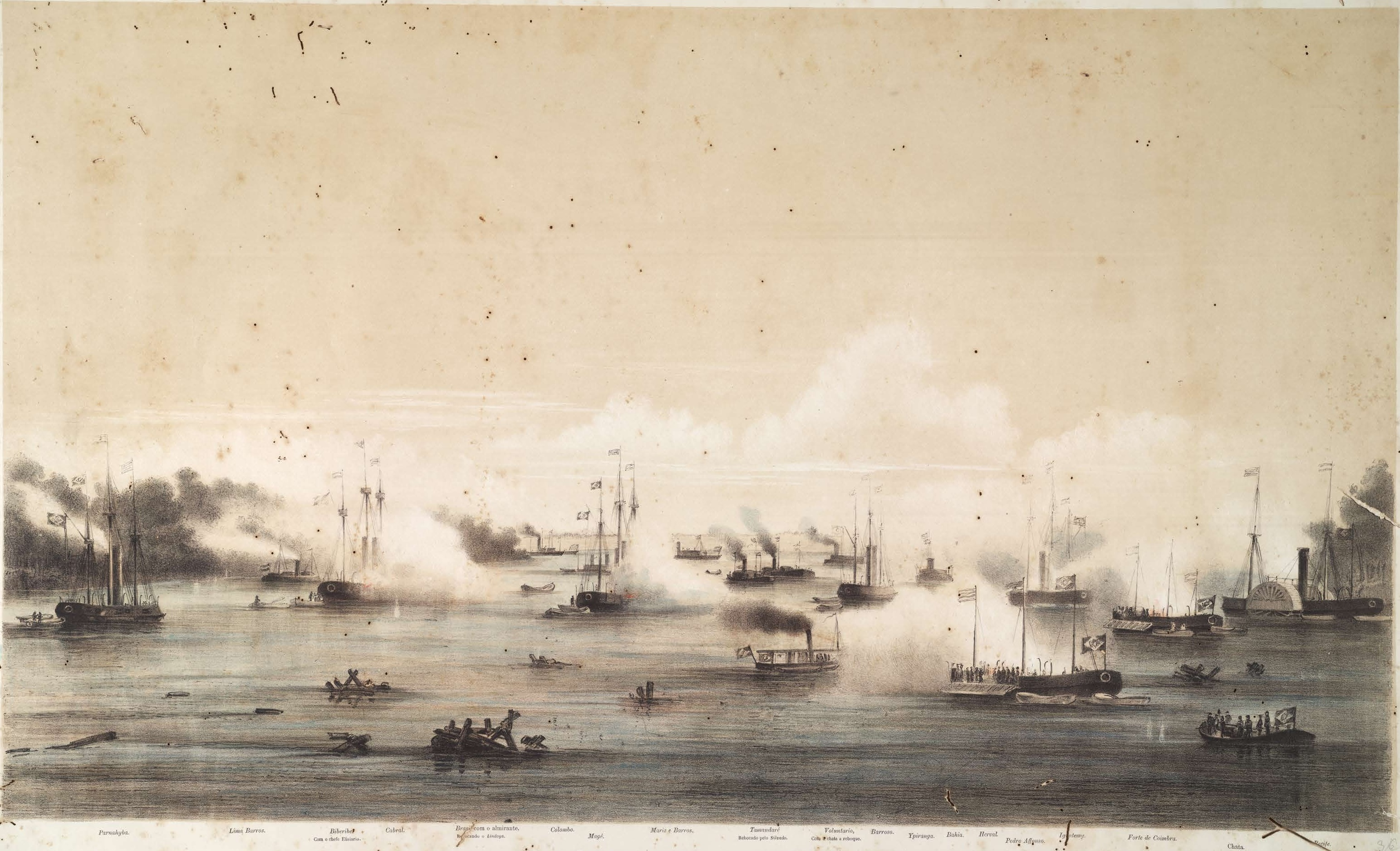
Paso de Curupayty.

Mitre insistió por un lado en que los hechos habían demostrado su posición: los proyectiles apenas si producían depresiones en el blindaje, rompían pernos y llegaban a perforar algunas chimeneas y las partes débiles de las 
corazas, como le sucedió al Tamandaré. Por otra parte, la línea de cadenas era tan vulnerable como las balsas que la sostenían y un nuevo flanqueo demoraría aún más que el de Curupayty y paralizaría la escuadra y las operaciones por años.
Los mandos brasileños apelaron nuevamente a su gobierno, pero en diciembre el vicepresidente argentino Marcos Paz cayó enfermo víctima de la epidemia de cólera que asolaba la ciudad de Buenos Aires y Mitre debió regresar para hacerse cargo de la presidencia. La muerte de Paz el 2 de enero de 1868 lo obligó a abandonar el mando de las fuerzas aliadas de manera definitiva.
Al mando Caxias, las operaciones se concentraron en la operación de cerco, mientras la escuadra permanecía dividida, parte en su apostadero frente a Curuzú y una división fondeada más allá de Curupayty, milla y media aguas abajo de Humaitá, en peligrosa situación entre ambas fortificaciones y debiendo utilizar para sus comunicaciones y abastecimientos un camino precario abierto en el Chaco.
Francisco Solano López aprovechó bien la demora. Aprovechando las noches durante los meses que siguieron evacuó a Humaitá gradualmente parte de las tropas sitiadas en Curupayty y la mayor parte de los cañones (dejando sólo 22 piezas), pese a lo que el fuerte de Curupayty caería finalmente recién el 23 de marzo de 1868 una vez forzado el paso de Humaitá, confirmando también la opinión de Mitre de que esperar la caída por sitio terrestre no era una opción.
Finalmente la presión directa del emperador obligó a Caxias a ordenar el pasaje. Tras incorporarse los nuevos monitores construidos en los astilleros de Río de Janeiro en la madrugada del 19 de febrero de 1868 se forzó finalmente con mínimos daños el Paso de Humaitá.